# Église Sainte-Monique de Bagneux
L'église Sainte-Monique est une église paroissiale catholique située à Bagneux dans le département des Hauts-de-Seine. Elle est dédiée à sainte Monique, mère de saint Augustin.

## Historique

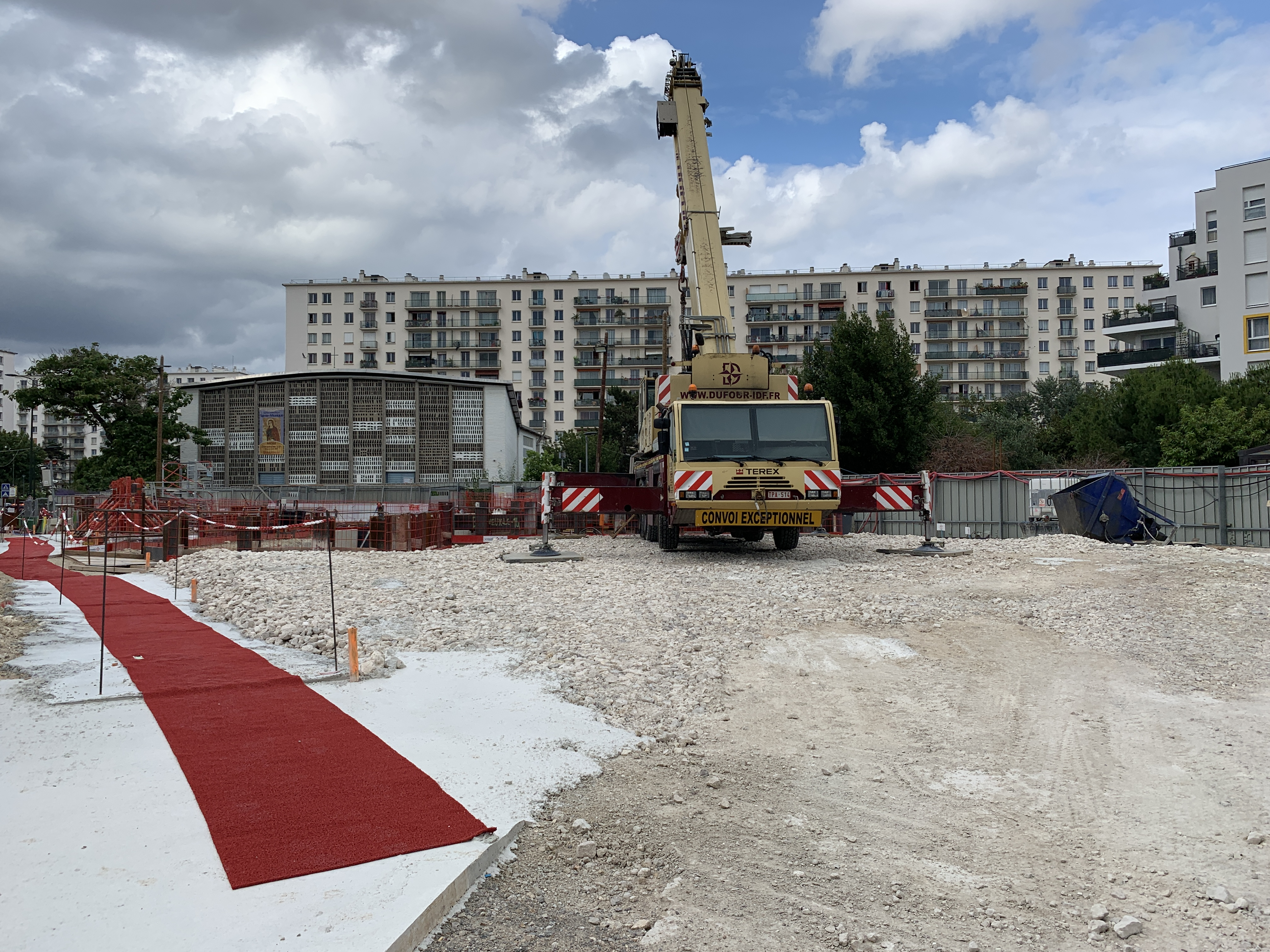
Chantier de la station de métro Lucie-Aubrac sur la ligne 15.

La première messe y a été célébrée en septembre 1963.
La paroisse de cette église est à l'origine animée par la communauté religieuse des Augustins.

## Description
Cette église a été construite sur les plans de l'architecte Roger Faraut. Il sera confronté à plusieurs problèmes : Style considéré comme trop novateur, fondations spéciales avec piliers à 21 mètres de profondeur dues à des carrières souterraines.
Les vitraux sont l'œuvre de l'artiste verrier Jacques Le Chevallier.